# Conquista de la Sierra
Conquista de la Sierra è un comune spagnolo di 204 abitanti situato nella comunità autonoma dell'Estremadura.